# Veselîi Kut, Novoukraiinka
Veselîi Kut (în ucraineană Веселий Кут) este un sat în comuna Novoiehorivka din raionul Novoukraiinka, regiunea Kirovohrad, Ucraina.

## Demografie
Componența lingvistică a localității Veselîi Kut
     Ucraineană (95,85%)
     Rusă (4,15%)
Conform recensământului din 2001, majoritatea populației localității Veselîi Kut era vorbitoare de ucraineană (95,85%), existând în minoritate și vorbitori de rusă (4,15%).